# Junqueirinha
Junqueirinha, właśc. Fausto de Andrade Junqueira (ur. 18 lutego 1913 w Batatais, zm. ?) – piłkarz brazylijski grający na pozycji napastnika.

## Kariera klubowa
Junqueirinha występował w São Paulo FC, Santosie FC i São Paulo Railway. Z Santosem zdobył mistrzostwo stanu São Paulo – Campeonato Paulista w 1935.

## Kariera reprezentacyjna
W oficjalnej reprezentacji Brazylii Junqueirinha zadebiutował 24 lutego 1935 w wygranym 2-1 meczu z klubem River Plate. Był to jego jedyny występ w reprezentacji.